# Bénesse-lès-Dax
Bénesse-lès-Dax (gaskonsko Benessa d'Acs) je naselje in občina v francoskem departmaju Landes regije Akvitanije. Naselje je leta 2009 imelo 507 prebivalcev.

## Geografija
Kraj leži v pokrajini Gaskonji 9 km južno od središča Daxa.

## Uprava
Občina Bénesse-lès-Dax skupaj s sosednjimi občinami Candresse, Dax, Heugas, Narrosse, Oeyreluy, Saint-Pandelon, Saugnac-et-Cambran, Seyresse, Siest, Tercis-les-Bains in Yzosse sestavlja kanton Dax-Jug s sedežem v Daxu. Kanton je sestavni del okrožja Dax.

## Zanimivosti
- cerkev sv. Mihaela;